# Kiaby landskommun
Kiaby landskommun var tidigare en kommun i dåvarande Kristianstads län.

## Administrativ historik
Kommunen bildades i Kiaby socken i Villands härad i Skåne när 1862 års kommunalförordningar trädde i kraft. 
Vid kommunreformen 1952 uppgick kommunen i Fjälkinge landskommun som 1971 uppgick i Kristianstads kommun.

## Politik

### Mandatfördelning i Kiaby landskommun 1938-1946
| 8 | 1 | 2 | 4 |

| 15 |

| 9 | 3 | 3 |

| 15 |

| 7 | 3 | 2 | 3 |

| 15 |